# Frauke Volkland
Frauke Volkland (* 1967 in Nordrhein-Westfalen) ist eine deutsche Historikerin und Autorin. 

## Leben
Frauke Volkland wuchs in Hemer, Nordrhein-Westfalen, auf. Sie studierte Geschichte und Romanistik mit Schwerpunkt Französische Literaturwissenschaft in Bonn und Konstanz, ehe sie 1994 als Assistentin und Dozentin am Lehrstuhl für Schweizerische und Allgemeine Geschichte der Frühen Neuzeit an der Universität Zürich aufgenommen wurde. Im Jahr 1998 wechselte Volkland an die Universität Basel, wo sie 2001 ihre Dissertation Konfession und Selbstverständnis: Reformierte Rituale in der gemischtkonfessionellen Kleinstadt Bischofszell im 17. Jahrhundert abschloss. Insgesamt verbrachte Volkland 8 Jahre in der Schweiz, wobei sie Teile davon in einem Tal in den Alpen lebte. Seit 2001 lebt und arbeitet Volkland in Neustadt an der Weinstraße, wo sie sich auch als Mitglied im Literaturnetzwerk TeXtur engagiert. 2019 veröffentlichte Volkland ihren ersten Roman Eisvogelblau, welcher von einer Liebesgeschichte in Graubünden handelt. 

## Rezeption
Heike Bock von der Universität Luzern schrieb zu Volklands Dissertation, dass es sich um eine prägnante und tiefgründige Studie handle, welche die fortlaufenden Grenzaushandlungen konfessioneller Selbstverständnisse reflektiert aufzeige und interpretiere. Das Buch folge einer klaren Argumentationsführung und sei methodisch stringent aufgebaut. Zudem empfand Bock Volklands konzentrierte Sprache als wohltuend für den Leser, da diese kaum Redundanzen enthalte. Trotzdem fragt sich Bock, wie bei allen Mikrostudien, inwiefern Volklands Ergebnisse generalisierbar seien.
Auch Caroline Schnyder äußerte sich zu diesem Buch. Sie schrieb, dass Volklands Mikroanalysen den unterschiedlichen Stellenwert der Konfessionen in verschiedenen Kontexten illustriere. Zudem biete Volkland ein Panorama an konfessionellen Reibungen, Vermischungen und Abgrenzungen, was durchaus neue „Perspektiven“ auf die Konfessionsforschung eröffne. Und auch wenn das Begriffspaar „Konfession und Selbstverständnis“ unhandlich bleibe, zeige Vokland, wie die Bedeutung der Konfessionszugehörigkeit mit konkreten Lebenssituationen entschieden werde.

## Werke

### Bücher
- Konfession und Selbstverständnis: Reformierte Rituale in der gemischtkonfessionellen Kleinstadt Bischofszell im 17. Jahrhundert. Vandenhoeck + Ruprecht, 2005, ISBN 978-3-525-35863-4.
- Eisvogelblau. Kalliope Paperbacks, 2019, ISBN 978-3981495393.
- Dies kostbar kurze Leben. Ein Borchert-Roman. Osburg Verlag, 2020, ISBN 978-3-95510-231-9.

### Artikel
- Konfessionelle Abgrenzung Zwischen Gewalt, Stereotypenbildung Und Symbolik : Gemischtkonfessionelle Gebiete Der Ostschweiz Und Die Kurpfalz Im Vergleich. Religion Und Gewalt, S. 343–365, 2007.
- Mehrheiten und Minderheiten in gemischtkonfessionellen Gemeinden des Thurgaus. Nachbarn, Gemeindegenossen Und Die Anderen, S. 255–263, 2004.
- Konfessionelle Grenzen Zwischen Auflösung Und Verhärtung : Bikonfessionelle Gemeinden in Der Gemeinen Vogtei Thurgau (CH) Des 17. Jahrhunderts. Historische Anthropologie, Band 5, Heft 3, Seiten 370–387, 1997.